# Lienen
Lienen là một đô thị ở huyện Steinfurt, trong Nordrhein-Westfalen, Đức. Đô thị này tọa lạc khoảng 15 km về phía đông nam của Osnabrück và 15 km về phía đông bắc của Münster.